# 深坑老街
深坑街（英語：Shenkeng Street），位在中華民國新北市深坑區。其中北深路三段（106市道）至平埔街段保留較多古建築、觀光商圈發達，俗稱深坑老街，特產為深坑豆腐。

## 簡介與現況
深坑地理位置四面環山，為深坑區主要的商圈，主要販售豆腐相關美食、芋圓、肉粽等，亦有古早味十足的童玩店供民眾參觀選購。
老街全長約三百公尺，以純手工製作的方式加以鹽滷的「深坑豆腐」聞名全國，現今隨處可見各式豆腐衍生商品。每年市政府文化局都舉辦「深坑四寶文化節 」以豆腐、綠竹筍、黑豬肉、茶葉等四樣在地名產為地方行銷。
2008年起為重現深坑街早年古樸風貌，新北市政府將深坑街列於歷史風貌特定專用區，重現古蹟保留及現代生活的融合與共存，城鄉局針對騎牌樓保存與修復，因為街屋是不可切割，針對私人的土地及建物部份，城鄉局擬定獎補助辦法，希望以獎勵的方式鼓勵老街的居民踴躍參與整條老街的風貌保存，復舊工程於2012年9月順利完工。在近年也因為觀光熱潮興起，加上國道三號與國道五號的開通，使得深坑老街的旅遊再度興起，新北市政府為了有效彌補現行跨越景美溪僅依賴中正橋與昇高橋的不足，興建平埔橋從平埔街往南跨越景美溪，再銜接文山路二段，加快聯繫國道的時間。

## 歷史

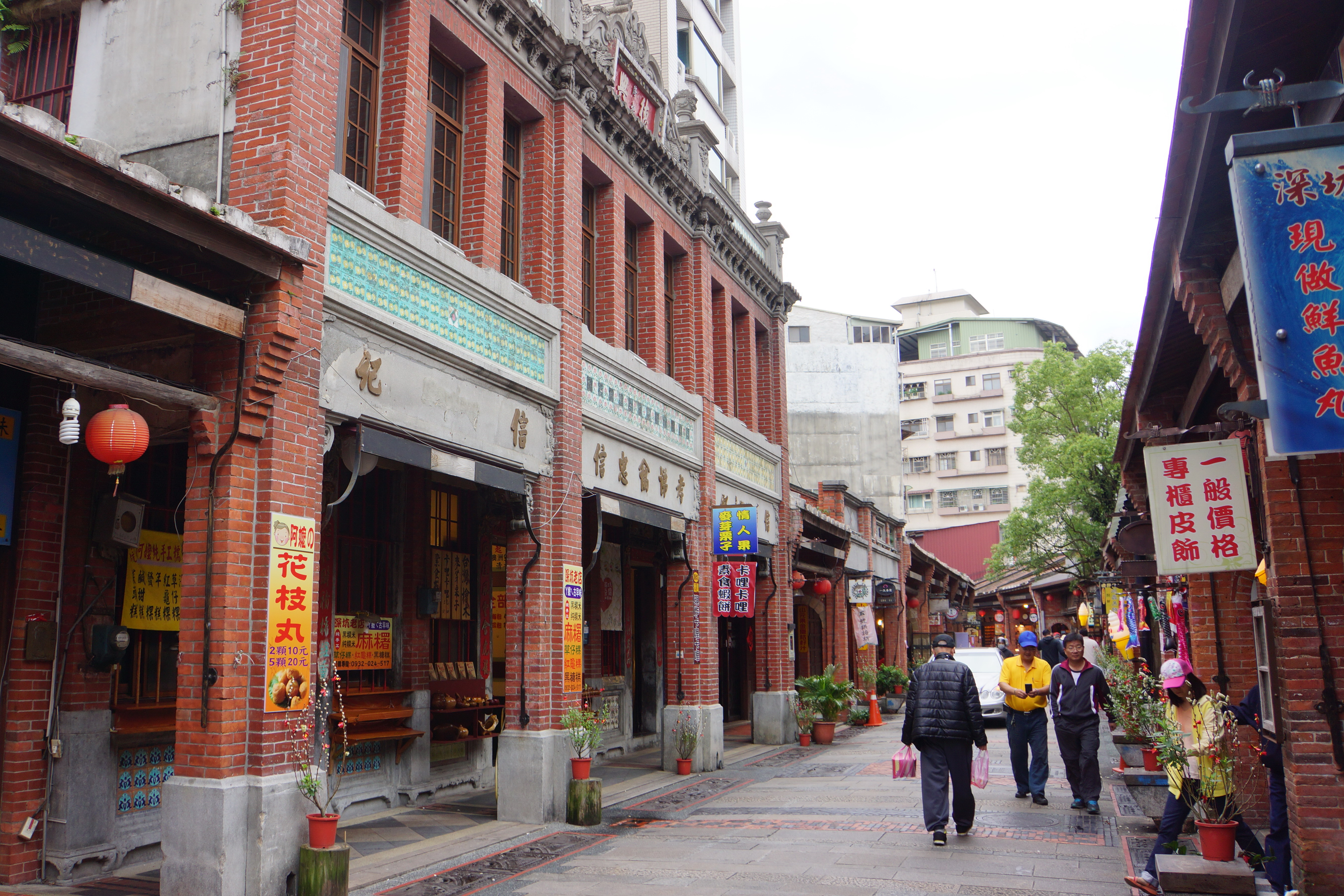
深坑街完成復舊工程後街屋景致

早在清代時期嘉慶年間就有深坑市街的出現，陸路方面為清代時期臺北往返宜蘭的淡蘭古道必經之處，街上昔日是販賣茶葉及染料的臨溪集散市集；深坑北臨臺北盆地，位居景美溪中游北岸，水路則經由渡船頭運往艋舺等地，為早期文山地區的茶葉在景美溪集散的重要轉運站。深坑老街長度約有300公尺，道路是一條寬兩公尺的泥土路面，兩旁皆為草厝，在街上中段有一間王爺公廟。有一次的廟會活動因為燃燒紙錢不慎起火，將整條街的草厝燒毀，事後民房重建時皆蓋成瓦屋，牆壁使用土角磚、地板則為水石構造，這些構造是為了用來防火而闢建的，即稱「土角厝」。日治時代1915年起，日本人實施市區改正計劃才將深坑街拓寬，兩邊街屋也改建成有亭仔腳的立面街屋，至今也是老街上最具代表性的建築物。
日治時期曾在此設立深坑廳管轄臺北大文山地區，並且於街上設有臺北地方法院深坑出張所、深坑郵便電信局等機關。二戰後因公路、鐵道的興建取代水路運輸，深坑因此而没落。

## 老樹地標

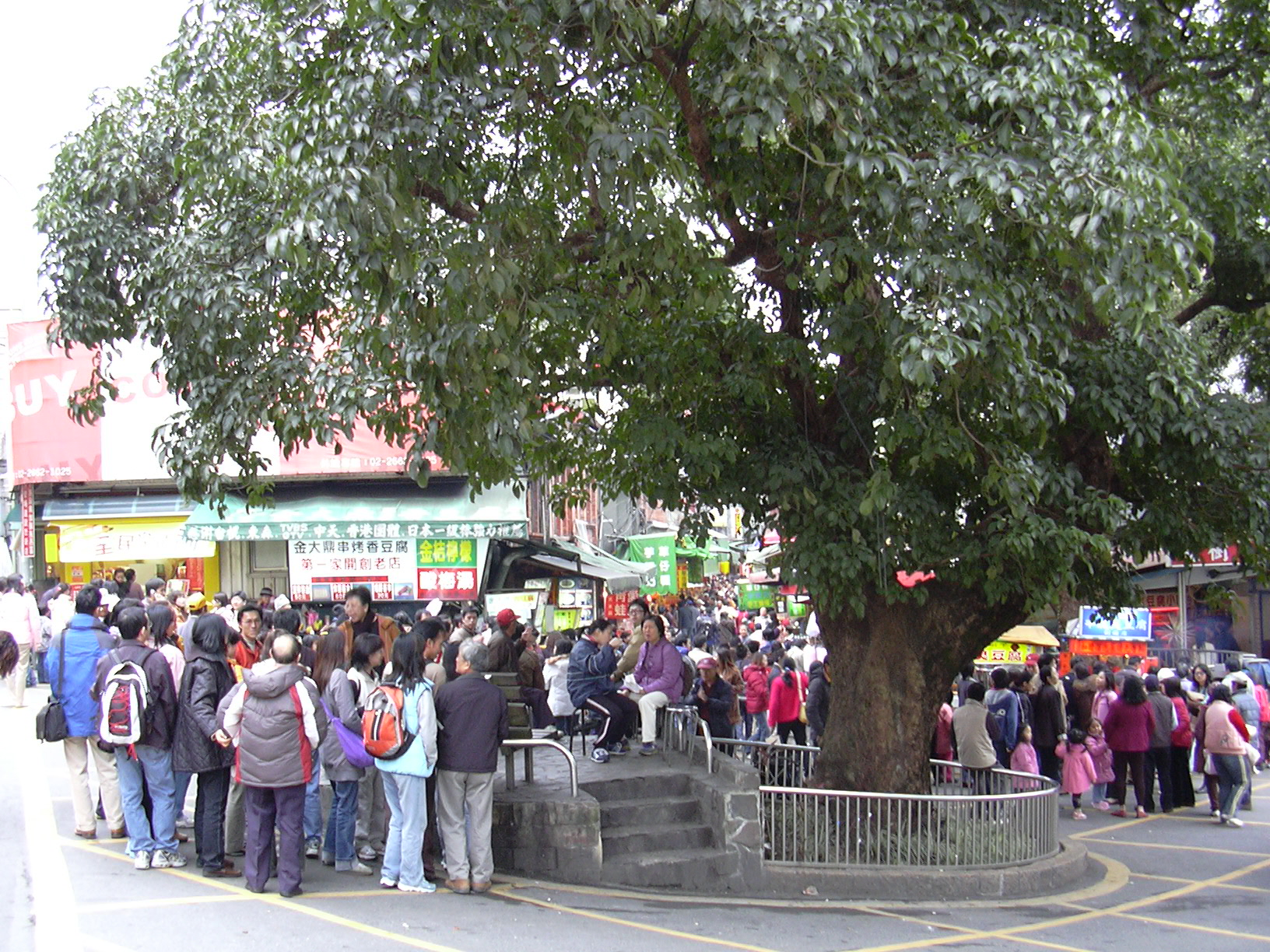
街上靠近中正橋頭著名的茄冬老樹

深坑街與北深路交會處有棵茄冬老樹，其樹枝葉茂密、樹形優美，早已是深坑老街最顯著的地標。據當地居民表示，位於交會處圓環內的茄苳老樹年齡約有一百多歲，樹下圓環設有座椅供人休憩，是鄰居們聊天和遊客歇腳休息的場所。1981年，公所興建中正橋並欲拓寬深坑街時，計劃砍除在路中央的老樹，幸而當時蔣經國總統至深坑地區巡視，居民陳情希望保留這棵老樹，於是總統指示公所加以保護，老樹才得以保存下來。

## 寬頻應用街區
老街有著古樸景致與好吃美食，常吸引國內外遊客觀光，但因為街上無線網路環境不佳，造成相關景點與商店不方便搜尋而無法獲得旅遊資訊，市政府經發局受經濟部中小企業處補助已完成在深坑街範圍內建置Free WiFi熱點，形成數位寬頻應用街區，導入智慧及行動化科技應用服務，輔以多媒體網路廣告聯播宣傳，透過佈建免費無線上網與整合型QR Code行動支付，讓消費更輕鬆。

## 交通方式

### 市區公車
- 以下路線皆可抵達，站牌為「深坑」：
  - 660(含區間車)、679、795(台灣好行木柵平溪線[9])、819、819(副線)、666、912、949

- 以下公車為下車後步行即可抵達：
  - 236區間、251（含區間車）於「福安居一」站下車左轉平埔橋後直行平埔街至深坑街口
  - 923於「福安居」站下車過平埔橋後直行平埔街至深坑街口

### 自行車
新北市公共自行車租賃站：深坑區公所(深坑老街)
騎乘自行車沿景美溪沿岸自行車道經臺北市立動物園，上萬福橋接木柵路五段後，經象頭埔、富德，進入新北市再轉進景美溪沿岸自行車道，至北深路三段155巷後轉北深路三段，經東南科技大學及深坑郵局後即可抵達深坑街(臨中正橋)，直行深坑街後則可再抵平埔街(臨平埔橋)。

### 未來規劃
捷運建設方面則計畫在中正橋南端路口處設置S3車站，未來可在捷運動物園站轉乘深坑輕軌至老街。

## 住宿
- 福容大飯店臺北二館
- 海灣假日飯店
- 世新大學附設世新會館
- 大樹下汽車旅館

## 周邊觀光
深坑現存古厝多為黃氏宗族所建，較著名的有永安居、興順居、福安居及潤德居等，其中永安居和興順居已經被列為新北市定古蹟。
周邊觀光資源包括：
- 深坑黃氏永安居（新北市定古蹟）
- 深坑黃氏興順居（新北市定古蹟）
- 深坑黃氏潤德居[11]
- 深坑黃氏福安居[12]
- 深坑集順廟
- 深坑橋碑

## 外部連結
- 新北市食材登陸平台
- 深坑老街-新北市觀光旅遊網 （页面存档备份，存于）
- 經濟部中小企業處-豆腐一條街再興計畫 （页面存档备份，存于）